# Билинейное отображение
Билинейное отображение — бинарное отображение векторных пространств, линейное по каждому из двух аргументов.
Понятие обобщается до модулей над кольцом: если {\displaystyle V\displaystyle } — левый унитарный {\displaystyle A}-модуль, {\displaystyle W\displaystyle } — правый унитарный {\displaystyle B}-модуль, {\displaystyle X\displaystyle } — {\displaystyle (A,B)}-бимодуль, то {\displaystyle f\colon V\times W\to X} билинейно, если оно линейно по каждому из двух аргументов ({\displaystyle v,v'\in V;\,w,w'\in W;\,a\in A;\,b\in B}):
{\displaystyle f(v+v',w)=f(v,w)+f(v',w)},
{\displaystyle f(av,w)=af(v,w)},
{\displaystyle f(v,w+w')=f(v,w)+f(v,w')},
{\displaystyle f(v,wb)=f(v,w)b}.
Эквивалентная формулировка: {\displaystyle f\colon V\times W\to X} билинейно, если определено линейное отображение {\displaystyle f_{1}:V\to {\text{Hom}}(W,X)} (или, что то же самое, определено линейное отображение {\displaystyle f_{2}:W\to {\text{Hom}}(V,X)}).
Билинейная форма в наиболее общем случае — билинейное отображение {\displaystyle V\times W\to A}, где {\displaystyle V} — левый унитарный {\displaystyle A}-модуль, {\displaystyle W} — правый унитарный {\displaystyle A}-модуль, а {\displaystyle A} — рассматриваемое как {\displaystyle (A,A)}-бимодуль кольцо с единицей. Билинейная операция — линейное по обоим аргументам отображение {\displaystyle f\colon X\times X\rightarrow X}, таковыми являются умножения в алгебрах над кольцами, а также различные разновидности умножения матриц.